# Simbach am Inn
Simbach am Inn est une ville de Bavière (Allemagne), située dans l'arrondissement de Rottal-Inn, dans le district de Basse-Bavière.

## Géographie
La commune est située dans le sud du district de Basse-Bavière, au confluent de l'Inn et de la Salzach, à la frontière avec l'Autriche.

## Histoire
Simbach est mentionnée pour la première fois dans un document officiel en 927 sous le nom de Sunninpach.

## Jumelages
- Skipton (Angleterre) depuis 1982
- Tolmezzo (Italie) depuis 2001